# Бабина-Невская, Берта Александровна
Берта Александровна Бабина (урожденная Змойро, литературный псевдоним Невская, 1886 или 1894, Санкт-Петербург — 17 февраля 1983, Москва) — российская революционерка (член ПСР), журналист, переводчик, автор стихов и воспоминаний.

## Биография
Родилась в семье инженера, окончила гимназию, затем училась на Бестужевских высших женских курсах.
Еще в старших классах гимназии увлеклась идеями эсеров, в 1907 году стала членом ПСР. Занималась пропагандой, работала в легальной газете эсеровского направления «Мысль» (неоднократно закрывалась и возобновлялась под разными названиями: «Мудрая мысль», «Стойкая мысль», «Народная мысль» и т.д.). Под видом «невесты» одного из матросов броненосца «Потемкин», заключенного в Петропавловскую крепость, носила ему передачи, писала письма. 
Вышла замуж за эсера В. М. Головина; в 1911 году родила сына Всеволода; уехала с мужем и сыном в Италию. После ранней смерти мужа от туберкулеза вернулась с сыном в Россию. 
В 1913 году вторично вышла замуж за эсера Б. В. Бабина, в 1914 году у них родился сын Игорь.
В 1917 году с мужем переехала в Александровск-Грушевский, где они жили до 1920 года, затем перебрались в Екатеринодар. В сентябре 1920 года приехали в Москву. Работала в журнале Профинтерна; испытывала все большее сочувствие к большевикам, хотя и «оставалась на идеологической платформе эсеров».
В конце 1921 года вместе с мужем была арестована, содержалась во внутренней тюрьме на Лубянке, потом в «социалистическом корпусе» Бутырской тюрьмы, затем в тюрьме «квартирного типа» (обычном жилом доме), в 1922 году была освобождена. 
В 1923 году была сослана в Челябинск, в 1925 году была сослана в Зыряновск. С 1928 жила в Воронеже. 
В 1931 году была арестована и сослана в Алма-Ату, там в ноябре 1932 года вновь была арестована и приговорена к 3 годам тюремного заключения. Затем вернулась в Москву, работала переводчиком в Коминтерне. 
В апреле 1937 года была вновь арестована (тогда же были арестованы муж, умерший затем в заключении, и сын Игорь). 20 мая 1938 года Особым совещанием при НКВД СССР была приговорена к 8 годам ИТЛ за «контрреволюционную деятельность». Отбывала срок в Севвостлаге, находилась в заключении до августа 1947 года, затем находилась на поселении на территории Магаданской области до мая 1953 года, потом до 1958 года жила в Ухте.
В 1958 году смогла вернуться в Москву, жила на Зверинецкой улице, а потом — на Сиреневом бульваре; у нее дома постоянно встречались бывшие узники Севвостлага.  Писала под псевдонимом «Невская» литературно-критические статьи о народах Крайнего Севера и Дальнего Востока, которые публиковались в «Новом мире», «Дружбе народов», «Литературной газете». 
Написала воспоминания «Первая тюрьма (февраль 1922 года)». Писала стихи.

## Дети
- Всеволод Владимирович Головин (1911 — 13 октября 1942), шофер отдельного медсанбата во время Великой Отечественной войны, умер от ран, перезахоронен на Мамаевом кургане в Волгограде[7].
- Игорь Борисович Бабин (21 сентября 1914 — 2 сентября 1977), инженер-конструктор, первый раз арестован в апреле 1937, осенью 1939 года направлен на работу в туполевскую «шарашку» в Болшево, в 1943 освобождён, повторно арестован в 1950 году, сослан в Ухту. Освобожден в 1953 году, вернулся в конструкторское бюро Туполева, реабилитирован в 1956 году[1].